# Fiat New 500
El Fiat New 500 (proyect 332) es un vehículo eléctrico de batería producido por el fabricante italiano Fiat. Fue presentado el 4 de marzo de 2020 en Milán, Italia; estaba programado para ser lanzado en el Salón del Automóvil de Ginebra, pero ese evento fue cancelado. Se fabrica en la planta de Fiat Mirafiori de Turín y se vende junto con el 500 de propulsión convencional que se presentó en 2007, el cual continuaba fabricándose en Tychy, Polonia. Ese modelo de 2007 se usó como base de un Fiat 500e eléctrico de batería anterior, que se vendió solamente en los Estados Unidos a partir de 2013, con una autonomía mucho menor que la del New 500.
El New 500 tiene una autonomía de 320 km (199 millas) en la prueba combinada WLTP europea, mientras que en el ciclo urbano de esa prueba alcanza 400 km (249 millas), que es generalmente favorable a los vehículos eléctricos. El coche está equipado con un motor eléctrico de 87 kW (116,7 HP), alimentado por una batería de iones de litio de 42 kWh (151 MJ).

## Desarrollo y diseño
Sergio Marchionne pidió a Fiat Chrysler Automobiles que mirara hacia automóviles eléctricos e híbridos a partir de 2018, incluyendo una nueva versión eléctrica del 500 para 2020. Anteriormente, FCA había montado el 500e, un vehículo plurieléctrico derivado del Fiat 500 de 2007, pero limitado al mercado de los Estados Unidos, en su planta de montaje de Toluca, México de diciembre de 2012 a junio de 2019. FCA mostró el concepto de Fiat Centoventi en el Salón del Automóvil de Ginebra en marzo de 2019. El concepto de Centoventi preveía lo que la industria automotriz creía ser un futuro Fiat Panda, que a su vez se esperaba que formara la base para la próxima generación eléctrica del Fiat 500. La idea de Centoventi mostraba un concepto modular de la batería, permitiendo una amplia gama usando paquetes de baterías instalados.
En julio de 2019, FCA anunció planes para invertir 700 000 000 € en su planta de Mirafiori para construir una nueva línea de producción dedicada a su primer vehículo plurieléctrico comercializado en Europa, con el título provisional de 500 BEV, cuya producción comenzaría en el segundo trimestre de 2020. Se tenía previsto que la nueva línea tuviera una capacidad de producción anual de 80 000 unidades del 500 BEV. FCA invirtió otros 50 000 000 € para construir una línea de producción de baterías en Mirafiori en octubre de 2019. Los prototipos camuflados de los 500 BEV fueron fotografiados durante las pruebas en diciembre de 2019.
El público que se presentó el 4 de marzo de 2020, previamente programado para Ginebra, fue dirigido por el director de mercadotecnia de FCA, Olivier François, quien celebró el evento en Milán "para mostrar que FCA está cerca de Milán y de Italia".
El New 500 está basado en una plataforma totalmente nueva y es ligeramente más grande que su predecesor de 2007. En comparación con los 500 primeros 2 cm (0,8 pulgadas), los 500 nuevos son 4 cm (1,6 pulgadas) más largos, 6 cm (2,4 pulgadas)  más anchos y 4 cm (1,6 pulgadas) más altos, con un aumento de 2 cm (0,8 pulgadas) en la distancia entre ejes. Los 500 mayores, introducidos originalmente en 2007, están equipados con un motor de combustión interna o un tren de deriva híbrido ligero y permanecerán en venta.

### Modelos

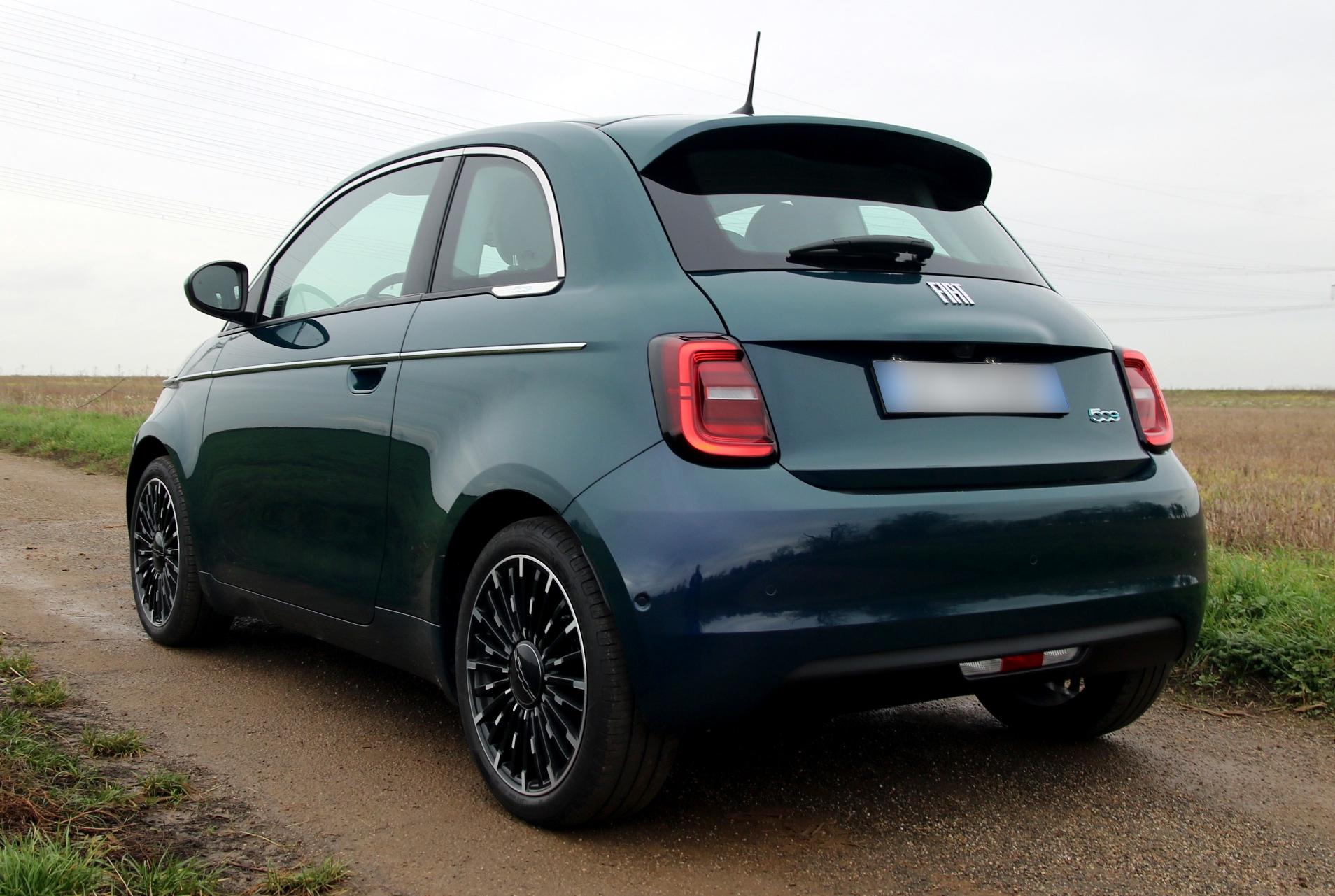
Vista trasera de la edición "La Prima" de 2020

Inicialmente, el New 500 estaba disponible solamente como un cabriolet de dos puertas para cuatro plazas en el recorte "La Prima", con producción limitada a 500 unidades. Las ediciones de lanzamiento "La Prima" tienen un precio al por menor de 37 900 € en Italia, antes de cualquier incentivo del gobierno local. 
En junio de 2020, a partir de los 26 995 £, Fiat introdujo un cuchillón de cuatro puntos designado "3+1" en octubre de ese año, con una pequeña puerta con bisagras traseras en el lado del pasajero para mejorar el acceso al asiento trasero, con disponibilidad limitada a los coches de tracción manual. En ese momento, en el Reino Unido se ofreció el nivel de acceso tres puertas en 22 995 £ como el modelo "Acción" con una batería de 24 kWh (86 MJ) más pequeña. Los modelos más caros "Passion" y "Icon" se ofrecieron en 26 495 £ y 27 995 £, respectivamente, los cuales estaban equipados con una batería de 42 kW-hr. La parte superior de la línea se mantuvo "La Prima", en 30 495 £.
En otoño de 2021, Fiat anunció una nueva edición de marca Product Red, equipada con la batería de 42 kWh (151 MJ) y disponible en carrocerías hatchback y cabriolet.

### Producción limitada
Con el lanzamiento del New 500 se anunciaron otros tres modelos de una sola salida, designados por diseñadores bien conocidos; producto de las subastas de los 500 Giorgio Armani, B.500 "MAI TROPPO" ("nunca demasiado", de Bulgari) y los 500 Kartell beneficiarán a las organizaciones medioambientales creadas por Leonardo DiCaprio. Los modelos Kartell y Bvlgari se crearon a través de una asociación entre FCA y Altagamma. Estas no eran las primeras ediciones limitadas de moda Fiat; anteriormente, Frida Giannini de Gucci había colaborado con Centro Stile Fiat para producir una edición especial de la anterior Fiat 500 de 2007, publicada en 2011.
Los láseres se usaron para grabar los paneles de cuerpo de acero se utilizan en el Armani, que se termina en un acabado rojo mate y verde "efecto seda" que incluye anticontaminación y tecnologías antibacterianas.  Los asientos están acabados en un cuero de color similar de fuentes certificadas. Después de que el coche fue revelado frente a la catedral de Milán, se movió por toda Milán "para enviar un fuerte mensaje de positividad a Italia y a Milán en particular".
El Kartell está terminado en un color monocromo Kartell blue, que se extiende a superficies exteriores de metal, plástico y caucho. Las ruedas, la rejilla frontal, las cajas de espejo lateral y el tablero están cubiertos de una textura plástica derivada de la lámpara Kabuki de la marca, mientras que los asientos están tapizados con polipropileno 100% reciclado.
Un acabado de pintura naranja "Imperial Saffron" se aplica al exterior del B.500 de Bvlgari, utilizando polvo de oro recuperado de la fabricación de joyas de la firma; dentro, bufandas de seda recicladas de la marque cubren el tablero y se utilizan para recortar los asientos de cuero. El volante cuenta con un conjunto de broche extraíble con piedras amatistas, topacio y citrino. Además, se hizo una caja especial y caja de joyas para el B.500, mientras que la clave de oro para el auto, incluyendo un set con una moneda antigua, también puede usarse como joyas.

## Ventas y producción
La producción comenzó en febrero de 2020, poco después de que FCA completara la nueva línea de producción en Mirafiori. Sin embargo, la producción se detuvo a partir del 13 de marzo durante el bloqueo nacional en Italia debido a la propagación de infecciones por coronavirus.
Actualmente las ventas se limitan únicamente a Europa, con otros mercados, incluido Brasil, a partir de 2021. Las exportaciones a Estados Unidos podrían seguir si hay suficiente demanda. Los Nuevos 500 compiten con coches de la ciudad eléctrica como el Mini eléctrico, Honda e y Smart Forfour.

## Equipamiento

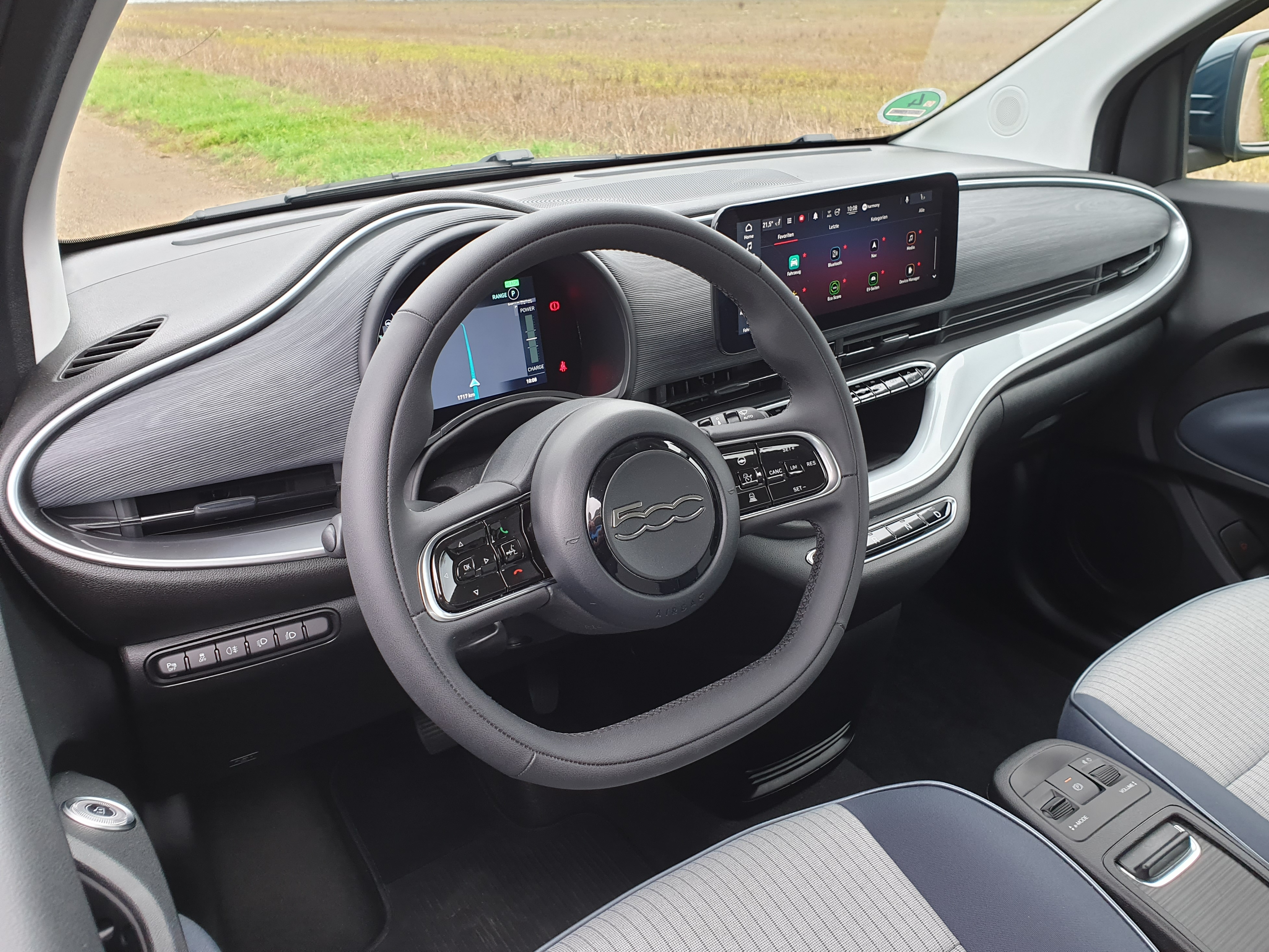
Interior.

El New 500 es el primer coche de la ciudad con autónoma de nivel 2 y el primer coche FCA equipado con el nuevo sistema de infotainment UConnect 5. Los sistemas sistemas avanzados de asistencia al conductor (ADAS) incluyen sistema de frenado de emergencia autónomo con detección de peatones y ciclistas; Asistente de Velocidad Inteligente; Control de Carril; control de crucero adaptativo inteligente (iACC), centrado de carril; y Llamada de Emergencia.
El sistema de infotainment UConnect 5 basado en Android se muestra en una pantalla táctil de 10,25 pulgadas (26,0 cm). Tiene conectividad Android Auto y Apple CarPlay inalámbrica, llamada automática a los servicios de emergencia; y también se puede utilizar para monitorear el coche o controlar ciertas funciones remotamente, usando una aplicación de teléfono inteligente.
Según la legislación de la Unión Europea, todos los vehículos eléctricos deben producir algún tipo de ruido a baja velocidad para que los peatones sean conscientes de su presencia. La mayoría de los coches utilizan un tono similar al de los espaciales, pero los Nuevos 500 jugarán la partitura de Amarcord, compuesto por Nino Rota, cuando se cruzan por debajo de 20 km/h (12,4 mph). Según Fiat, los sonidos alternativos se descargarán en el futuro.

## Rendimiento
El New 500 se ofrece con una opción de dos combinaciones de motor y batería. Uno está instalado en el nivel de entrada "Acción" en el Reino Unido, equipado con un motor de 94 HP (70 kW) y una batería de 24 kWh (86 MJ) que carga hasta 50 kW (68 CV). El segundo está equipado en el nivel superior "Passion", "Icon", Red y "La Prima", con un motor de 117 HP (87 kW), una batería de 42 kWh (151 MJ) y un cargador de 85 kW (116 CV). Con la batería más grande y el motor más potente, el coche se limita a 150 km/h (93 mph). Estos modelos pueden acelerar de 0 a 50 km/h (0 a 31 mph) en 3.1 segundos y de 0 a 100 km/h (0 a 62 mph) en 9 segundos. La batería más pequeña reduce la potencia y el peso en 100 kg (220 libras), lo que resulta en una aceleración de 0 a 100 km/h (0 a 62 mph) en 9.5 segundos y la velocidad máxima se limita a 135 km/h (84 mph), pero ambos modelos de batería pueden acelerar a 0 a 50 km/h (0 a 31 mph) en 3.1 segundos.
El New 500 tiene tres modos de conducción marcados como "Normal", "Rango" y "Sherpa". El comunicado de prensa de Fiat describe las características del modo Sherpa: "Al igual que sherpa del Himalaya, que se encarga de toda la expedición y la guía al destino, este modo de manejo ajusta varios parámetros: velocidad máxima, limitada a 80 km/h (50 mph); respuesta aceleradora, con el fin de reducir el consumo de energía; y desactivación del sistema de control del clima y asientos calentados". El modo de alcance permite un manejo de un pedal con un fuerte frenado regenerativo, a medida que se levanta el acelerador.

### Tarificación
El New 500 está equipado con un sistema de cargador rápido de 85 kW (116 CV), excepto el modelo de 24 kWh (86 MJ) que puede cargar 50 kW (68 CV). Se tarda 5 minutos en cargar lo suficiente para viajar 50 km (31 millas). El cargador rápido puede cargar la batería al 80% en solamente 35 minutos. Un enchufe de Sistema de Carga Combinado Tipo 2 situado en la salpicadera derecha trasera del coche, se adapta tanto a la carga AC como a la carga DC, con todos los modelos capaces de recibir hasta 11 kW (15,0 CV) de carga AC. La edición de lanzamiento también incluye el easyWallbox, una estación de carga casera desarrollada por Engie para FCA que se puede conectar a una salida de casa normal para suministrar energía a 2,3 kW (3,1 CV); el easyWallbox se puede actualizar para suministrar hasta 7,4 kW (10,1 CV).[cita requerida]